# 青木功
青木 功（あおき いさお、1942年8月31日 - ）は、千葉県我孫子市出身のプロゴルファー。日本プロゴルフツアー永久シード保持者。2016年から日本ゴルフツアー機構（JGTO）会長。1980年に全米オープンで準優勝、1983年には日本人で初めてPGAツアーで優勝を果たすなど、尾崎将司（ジャンボ）、中嶋常幸と共に「AON (エーオーエヌ)」と呼ばれる日本を代表する名ゴルファーの一人である。日本ゴルフツアー通算51勝は歴代2位。

## 略歴
- 1956年 14歳の頃、我孫子ゴルフ倶楽部にて我孫子中学校の同級生で盟友となる鷹巣南雄と共にキャディのアルバイトを介しゴルフと出会う。
- 1957年　我孫子中学校卒業と同時に新東京都民ゴルフ場（東京都足立区）にキャディとして就職。
- 1958年、師匠である林由郎プロに引き抜かれ、我孫子ゴルフ倶楽部へ移籍。
- 1961年、飯能ゴルフ倶楽部へ移籍。
- 1964年 6月1日、二回目の受験でプロテストに合格[2]。4月20日鎌ケ谷カントリークラブで36ホール147、6月1日大宮ゴルフコースで36ホール155（38-42-36-39）で、合格ラインに2打差で合格。
- 1965年、関東プロゴルフ選手権で日本ツアー・デビュー。
- 1971年、関東プロゴルフ選手権で日本ツアー初優勝。
- 1973年、国際興業傘下の日本電建と所属契約締結。
- 1975年、マスターズの前座試合「パー3コンテスト」で、米国籍外選手として初の優勝。
- 1976年、初の日本ツアー賞金王。
- 1978年から1981年にかけて、4年連続で日本ツアー賞金王。
- 1978年、「世界マッチプレー選手権」で海外ツアー初優勝。同年、宏子夫人 (チエ夫人) と再婚。
- 1980年、全米オープン2位。4日間「帝王」ジャック・ニクラスとラウンドし、死闘を繰り広げた。
- 1981年、正式な米国レギュラーツアーのライセンスを取得。マスターズ「パー3コンテスト」で二度目の優勝。
- 1982年、米国レギュラーツアーの賞金ランキング122位。日本人初のシード権を獲得。
- 1983年、ハワイアン・オープンで、日本人初の米国PGAツアー優勝。ヨーロピアンツアー「ヨーロッパオープン」優勝。
- 1989年、豪州ツアー「コカ・コーラクラシック」優勝。世界四大ツアー (日米欧豪) 優勝を達成。
- 1992年、米シニアツアー (現在の名称は「チャンピオンズツアー」) に主戦場を移し、同年の「ネーションワイド選手権」にて初優勝。
- 1994年から1997年にかけて、日本シニアオープンゴルフ選手権競技4連覇を達成。
- 1997年、青木功ジュニアクラブ発足。以後、ジュニアの育成にも力を注いでいる。
- 2001年、米シニアツアー「フォードプレーヤーズ選手権」にて、通算1,000試合出場を達成。
- 2004年、日本人男性として初の世界ゴルフ殿堂入り[2]。
- 2007年、最終日に65をマーク、エージシュートを達成し逆転で日本シニアオープンゴルフ競技を10年ぶりに優勝。2002年のキャッスルヒルオープンで鷹巣南雄が樹立した「59歳4カ月」を6歳近くも塗り替え、「65歳2カ月」で大会を制した。
- 2008年、秋の紫綬褒章受章[2]。11月9日の鬼ノ城シニアオープン最終日、最終ラウンドを66で周り、2度目のエージシュートを達成した上、優勝を果たした (プレーオフ、4ホール目にて) 。
- 2010年、同年2月より1ヵ月間、日本経済新聞社朝刊にて「私の履歴書」を連載。
- 2010年、5月9日、ザ・レジェンド・チャリティプロアマトーナメントで66を記録し、3度目のエージシュートを達成した。
- 2013年、日本プロゴルフ殿堂入り[2]。
- 2015年、秋の叙勲で旭日小綬章を受章[2]。
- 2016年3月4日、日本ゴルフツアー機構の第4代会長に就任[3]。
- 2019年、内閣総理大臣の安倍晋三とアメリカ合衆国大統領のドナルド・トランプのラウンドに同行[4]。
- 2020年3月25日、日本ゴルフツアー機構は青木功の会長の3選を決めた[5]。
- 2020年4月3日、我孫子市名誉市民に決定[6]
- 2024年3月、日本ゴルフツアー機構会長の退任を表明[7]。
- 2024年10月28日、インターナショナルツアー・ダンロップフェニックストーナメントの名誉トーナメントアドバイザーに就任[8]。
- 2024年11月、文化功労者[9]。

## 主な記録
- 1980年の全米オープンでは、準優勝。 (優勝はニクラスで、青木は2位。共に当時の優勝レコードを塗り替えての1、2フィニッシュ。これは2021年松山英樹のマスターズ優勝までの41年間、日本人男子選手のメジャー大会最高成績であった)
- 同年の全英オープンでは、3日目に最小スコアレコード「63」を叩き出している。 (2010年現在も、タイ記録)
- 日本人初の米国PGAツアー（ハワイアン・オープン）優勝。最終日・最終ホールでピンまでの距離128ヤードのショットでチップインイーグルを決めて、2位に1打差の勝利であった。1打差でリードしたままホールアウトしたジャック・レナーがスコアカードを提出しているさなかの奇跡の逆転であった。同ショットは米国にて、80年代を代表する印象に残るショットの一つに選定されており、このショットで使用したパワービルト社製のPW (ピッチング・ウェッジ) は、世界ゴルフ殿堂の施設内に展示されている。なお、128ヤードは勝利の翌日青木が歩測して確認した数字であり、翌日同じ場所から同じクラブで何度打ってもバンカーにつかまり、グリーンに届かなかったという。

## プロ優勝 (78)

### 日本ツアー (51)
- 1973 (5) 中日クラウンズ, ペプシウィルソントーナメント, 札幌とうきゅうオープン, KBCオーガスタ, 日本プロ選手権
- 1974 (4) 東西対抗, 関東オープン選手権, 関東プロ選手権, 産報クラシック
- 1975 (2) 中日クラウンズ, 関東オープン選手権
- 1976 (1) 東海クラシック
- 1977 (3) 東北クラシック, ジーン・サラゼン ジュンクラシック, ABC日米対抗
- 1978 (6) 中日クラウンズ, 日本プロマッチプレー選手権, 札幌とうきゅうオープン, 関東プロ選手権, ゴルフ日本シリーズ, ABC日米対抗
- 1979 (4) 中日クラウンズ, 日本プロマッチプレー選手権, 関東プロ選手権, 日本シリーズ
- 1980 (5) 中日クラウンズ, よみうりオープン, KBCオーガスタ, 関東オープン選手権, ジュンクラシック
- 1981 (3) 静岡オープン, 日本プロマッチプレー選手権, 日本プロ選手権
- 1982 (2) 日本プロマッチプレー選手権, 大京オープン
- 1983 (4) 札幌とうきゅうオープン, 関東プロ選手権, 日本オープン選手権, 日本シリーズ
- 1986 (4) 札幌とうきゅうオープン, 日本プロ選手権, KBCオーガスタ, 関東オープン
- 1987 (4) ダンロップインターナショナルオープン, 全日空オープン, 日本オープン選手権, 日本シリーズ (雪の影響で2日間36ホールに短縮、 デビッド・イシイと優勝を分け合う)
- 1989 (2) 東海クラシック, カシオワールドオープン
- 1990 (1) 三菱ギャラントーナメント
- 1991 (1) ブリヂストンオープン
- 1992 (2) 三菱ギャラントーナメント, カシオワールドオープン

### PGAツアー優勝 (1)
| No. | Date          | Tournament         | 優勝スコア            | 打差  | 2位              |
| --- | ------------- | ------------------ | --------------------- | ----- | ---------------- |
| 1   | 1983年2月13日 | ハワイアンオープン | −20 (66-70-65-67=268) | 1打差 | ジャック・レナー |

### ヨーロピアンツアー (1)
- 1983 パナソニック・ヨーロピアン・オープン

### その他優勝 (7)
- 1971 関東プロ選手権
- 1972 関東プロ選手権
- 1973 Gold Beck
- 1978 コルゲート世界マッチプレー選手権
- 1982 Old Sones Invitational
- 1987 フレッド・マイヤーチャレンジ (with ペイン・スチュワート)
- 1989 コカ・コーラクラシック (豪)

### チャンピオンズツアー優勝 (9)
| No. | Date        | Tournament                             | 優勝スコア         | 打差    | 2位(タイ)                            |
| --- | ----------- | -------------------------------------- | ------------------ | ------- | ------------------------------------ |
| 1   | 27 Sep 1992 | ネイションワイド選手権                 | −8 (70-66=136)     | 1打差   | レイモンド・フロイド                 |
| 2   | 18 Sep 1994 | バンクワンシニアクラシック             | −14 (69-64-69=202) | 3打差   | チチ・ロドリゲス                     |
| 3   | 25 Sep 1994 | ブリックヤードクロッシング選手権       | −11 (66-67=133)    | 1打差   | ジミー・パウエル, トム・ワーゴ       |
| 4   | 27 Aug 1995 | バンク・オブ・ボストンシニアクラシック | −12 (69-66-69=204) | 1打差   | ボブ・チャールズ, ヘール・アーウィン |
| 5   | 26 May 1996 | ベルサウスシニアクラシック             | −14 (64-68-70=202) | 1打差   | グラハム・マーシュ, ジェイ・シーゲル |
| 6   | 30 Jun 1996 | クローガーシニアクラシック             | −15 (63-69-66=198) | 1打差   | マイク・ヒル, ロッキー・トンプソン   |
| 7   | 28 Sep 1997 | エメラルドコーストクラシック           | −14 (71-60-65=196) | Playoff | ギル・モーガン                       |
| 8   | 14 Jun 1998 | ベルサウスシニアクラシック             | −18 (62-66-70=198) | 2打差   | ラリー・ネルソン                     |
| 9   | 19 May 2002 | インスティネットクラシック             | −15 (69-67-65=201) | 4打差   | ジョン・ヤコブス                     |

### 日本シニアツアー優勝 (9)
- 1994 日本シニアオープン
- 1995 アメリカン・エキスプレスグランドスラム, 日本シニアオープン
- 1996 日本シニアオープン
- 1997 日本シニアオープン
- 2000 N.カップシニアオープン
- 2002 N.カップシニアオープン
- 2007 日本シニアオープン
- 2008 鬼ノ城シニアオープン

## 成績

### メジャー選手権
| 大会         | 1974 | 1975 | 1976 | 1977 | 1978 | 1979 | 1980 | 1981 | 1982 | 1983 | 1984 | 1985 | 1986 | 1987 | 1988 | 1989 | 1990 |
| ------------ | ---- | ---- | ---- | ---- | ---- | ---- | ---- | ---- | ---- | ---- | ---- | ---- | ---- | ---- | ---- | ---- | ---- |
| マスターズ   | CUT  | CUT  | DNP  | T28  | CUT  | T34  | CUT  | T45  | CUT  | 19   | T25  | T16  | CUT  | CUT  | T25  | DNP  | DNP  |
| 全米オープン | DNP  | DNP  | DNP  | DNP  | DNP  | T36  | 2    | T11  | T30  | DNP  | T16  | DNP  | DNP  | T14  | T50  | T33  | T33  |
| 全英オープン | DNP  | DNP  | DNP  | CUT  | T7   | T7   | T12  | T11  | T20  | DNP  | T47  | DNP  | DNP  | DNP  | T7   | DNP  | CUT  |
| PGA選手権    | DNP  | DNP  | DNP  | DNP  | DNP  | CUT  | DNP  | T4   | T49  | CUT  | CUT  | DNP  | T36  | CUT  | T38  | T17  | T40  |

DNP = 出場せず

WD = 怪我で辞退

CUT = ハーフウェイ・カット

T =順位タイ

黄色はトップ10入り.

#### シニアメジャー選手権
| 大会                       | 1993 | 1994 | 1995 | 1996 | 1997 | 1998 | 1999 | 2000 | 2001 | 2002 |
| -------------------------- | ---- | ---- | ---- | ---- | ---- | ---- | ---- | ---- | ---- | ---- |
| 全米プロシニアゴルフ選手権 | 3    | T5   | T5   | 2    | T20  | T44  | T15  | T62  | T20  | CUT  |
| ザ・トラディション         | 6    | T9   | 2    | T12  | 2    | T13  | T28  | DNP  | T47  | T35  |
| シニア・プレーヤーズ選手権 | T5   | T3   | 6    | T30  | T2   | 3    | T14  | T18  | T17  | 21   |
| 全米シニアオープン         | T20  | 10   | T3   | 11   | T49  | T4   | CUT  | T47  | T2   | T18  |

| 大会                       | 2003 | 2004 | 2005 | 2006 | 2007 | 2008 | 2009 | 2010 | 2011 | 2012 |
| -------------------------- | ---- | ---- | ---- | ---- | ---- | ---- | ---- | ---- | ---- | ---- |
| 全米プロシニアゴルフ選手権 | CUT  | T27  | T62  | T28  | CUT  | CUT  | CUT  | DNP  | DNP  | DNP  |
| ザ・トラディション         | T20  | T53  | T32  | T67  | T71  | DNP  | T57  | 64   | DNP  | DNP  |
| シニア・プレーヤーズ選手権 | T12  | T28  | T18  | 52   | DNP  | DNP  | DNP  | DNP  | DNP  | DNP  |
| 全米シニアオープン         | T30  | DNP  | DNP  | T45  | CUT  | DNP  | DNP  | DNP  | DNP  | DNP  |
| 全英シニアオープン         | T14  | T22  | T36  | T60  | CUT  | 50   | CUT  | DQ   | CUT  | CUT  |

## プレースタイル
- 元々はドローヒッターで飛ばし屋というスタイルであったが、安定させるため持ち球をフェードに変えてから成功している[10]。
- パッティング・スタイルは、前傾を深くしてハンドダウンに構え、パターのトゥを立てた姿勢から、リストでテークバックしダウンブローに打ち込むという、タップ式あるいはリストパッティングなどと呼ばれるスタイルだった。現在ではショルダーストロークと呼ばれる手首をほとんど動かさない打ち方が主流で、この打法は過去のものとされ、実践する選手は少ない[11]。ボブ・トスキはリストパッティングを採りいれていた選手のうち、ゴルフ史上に残る名手として青木、ビリー・キャスパー、ボビー・ロックのいずれも1940年代以前に生まれた3名を挙げている[12]。
- すでに旧式の打法になっていたにも拘わらず、青木はそのスタイルを頑に守り、勝負所のロングパットや難しいラインのパットを次々と放り込み続けた。特に帝王ジャック・ニクラスをして、「パッティングの教科書を書き替えないといけない」と言わしめた。ゴルフ好きで知られ、青木からパターを贈られたこともある第45代アメリカ合衆国大統領のドナルド・トランプは「青木のパッティングは芸術だ。でもあの打ち方は彼にしかできない。決して真似しない方がいい」と発言している[13][14]。
- 非常に自己流に徹しているゴルファーとも呼ばれ、パッティングスタイルと共に、通常のショットにおいても個性的である。外見的な特徴としては、深い前傾姿勢とベタ足の二点が挙げられる。実際に打球する際には腕に意識を多く置くリストターン打法であり、本人は「ボールを直接打つのはクラブで、それを握るのは手なんだよ。多くのプロは体を回す事に重きを置いているが、俺のやり方は違う。」と述べている[15]。メタルドライバーは自身の打法に合わなかったため、ほとんど使用しなかったが、チタンドライバーが世に出ると、打法を変えることなく使えたため、すぐに実戦で使用するようになった[16]。 (ただしパーシモンドライバー時代に比べると、フェースローテーションを抑えているとされる。)
- 全英オープン初挑戦は1977年ターンベリー開催の第106回大会であり、54ホール終了時点で76-72-74のスコアで予選落ちした青木は、英国のリンクスコースを攻略するため、翌年の開催地セント・アンドルーズのオールドコースを視察、帰国して錦ヶ原ゴルフ場の河川敷コースで練習を重ね、1978年の全英オープンに臨んだ。初日68で首位、2日目71で首位キープ、本選は73-73で、優勝したジャック・ニクラスに4打差の7位タイ。
- 1980年全米オープンで「バルタスロールの死闘」を演じたジャック・ニクラスが、優勝インタビューの中で「アオキの (ホールカップから) 100Y以内は世界一だ」と語ったため、この距離内で少ない打数でホールアウトする事を競えば、青木の右に出るものはいないと言われた。これを裏付けるように USPGAのバンカーショット部門 (サンドセーブ率: バンカー内から2打以内でホールアウトした率) では、'80年、'81年と二年連続No,1の座に就いている。'80年代10年間の通算成績でも首位タイに輝いている。
- 青木の長打力に関しては、当時としては距離の長いコースセッティングだったバルタスロールでの全米オープンでの最終日に、日に日に飛距離を伸ばす青木に対して飛ばし屋のニクラスは「You are so long」とその打力を評する言葉を掛けている。[17]

## 人物像
- 中学時代は野球部で、長身の為、一塁手を任されていた。
- 初優勝までは鳴かず飛ばずでどん底生活に甘んじていた。「飲む打つ?で元キャディーだった前妻にはたいへんな重荷を負わせた」と「私の履歴書」に書いている。
- 鷹巣南雄の紹介で王貞治と親交を持つ様になる。青木は「王さんをスポーツ選手の鑑にする」と王貞治を手本として日々を過ごすと、1971年に関東プロで初勝利、その後は王さんと同じように、「“世界”の青木」というニックネームを頂くまでになったと青木は語る[18]。
- 尾崎将司が日本国内のツアーにほぼ専念していたのに対して、青木功はこれまで海外ツアーに積極的に参戦しており、アメリカでは最も名の知れた日本人プロゴルファーの一人である。
- 気さくで開けっ広げな性格で知られる。アメリカPGAツアー参戦後も英語は上手でなかったが、「米ツアーで戦うにはコミュニケーションが必要」と考え[19]、笑顔やボディランゲージを含めて色々な選手らにどんどん話しかけ、多くの人々と友人になれたという。
  - グレグ・ノーマンは親友。ノーマンは奇行や人見知りで知られ、他者とはあまり交友関係を持たないが青木とは仲が良く、青木が左肘を故障した際には主治医の紹介やリハビリについてのアドバイスを与え、青木が世界ゴルフ殿堂入りした際にはプレゼンターを務めた。一方でノーマンは、日本ツアーの国際招待ゴルフ・中日クラウンズに出場するにあたり、青木に開催会場の名古屋ゴルフ倶楽部・和合コースの攻略方法を聞き出したりもしていた。その甲斐あって、ノーマンは1989年の30回記念大会で日本ツアー初優勝を果たした。その優勝インタビューの中でノーマンは、｢青木のアドバイスのお陰で勝てた｣と話していた。ゴルフ解説者の戸張捷の証言によると、二人は会話の際、青木は日本語でノーマンは英語で普通に喋って問題なく意思の疎通が出来るという。戸張曰く「僕の理解の外です」
  - ゴルフ界以外の友人も多く、ビートたけしのことを「たけしさん」ではなく「ビートさん」と呼ぶ、数少ない人物でもある。
  - 口調はべらんめぇ調で、一時期の口癖は「しゃんめえじゃんよ～」 (仕方がない、の意) 。ゴルフ解説などにおいても、フランクな口調が特徴。
- 私生活では離婚を経験の後現夫人と再婚している。夫人も再婚で夫人の連れ子である義理の娘がいる。このチエさんと結婚してからの青木はそれまでの生活様式や風貌が一変した。
- 日本人初のPGAツアー優勝を果たしたが、後にPGAツアーを勝利している丸山茂樹や今田竜二、松山英樹らがシーズンを通してのツアー参戦であったのに対し、青木は冬と夏のみをアメリカで過ごすという所謂スポット参戦という時差やグリーンの速さの違い等というハンデがつく厳しい条件の下で達成している。自身も著書の中で「行ったり来たりの生活を継続していると時差やグリーン速さの差やフォームのずれ等を調整するのが大変だった。中にはアメリカに行かなければこんな苦労をせずに済んだという人もいた。」と記している。
  - 横尾要は青木の「ハワイアン・オープン」で奇蹟のチップインイーグルによる逆転優勝を見たのを機にプロゴルファーになる決心をした。

## 呼称・愛称
- アメリカなどの英語圏では、「アイセイオー・エイオーキ」、「アイザオ・エオーキ」などと発音されていたが、'80年の全米オープンでの活躍以後は「イツァオ・ェイォーキィ」と、日本語読みに近い発音で呼ばれるようになる。
- 米国レギュラーツアー時代は、長いパットを次々と放り込む姿や、難しいバンカーからの絶妙な寄せ技などから「東洋の魔術師 (オリエンタル・マジシャン) 」と呼ばれた。
- 1978年の「世界マッチプレー選手権」で海外ツアー初優勝後は「世界の青木」と呼ばれるようになった。青木自身は「青木功は青木功。何も変わっちゃいないんだ」と、急に「世界の」という冠を付けて語られ始めたことに、当初は戸惑いを表明していた。
- ライバル尾崎将司のニックネーム「ジャンボ尾崎」にちなんで、一時「コンコルド青木」と呼ばれていた時期もあったが、定着することは無かった。

## メディア

### テレビ
- 日経スペシャル カンブリア宮殿 「「体・技・心」で戦い続けろ！」（2008年12月8日、テレビ東京）[20]
- 「レジェンド 青木功プロ生活50周年記念スペシャル」、テレビ朝日

### CM
- マツダ ルーチェ（1983年）
- Schick インジェクター（1983年）
- アサヒビール（尾崎将司と共演、1986年-1990年）
- オービック
- Nintendo Switch マリオゴルフ スーパーラッシュ（関根勤、小祝さくら、原英莉花と共演、2021年）[21]

## 作品

### DVD
- 青木功 生涯ゴルフの方程式 (2005年4月23日、発売元: 青木功ゴルフ企画/エンジンネットワーク、販売元: 紀伊國屋書店、品番: KKCS-22～23)

### ビデオ
- GOLF 青木功の世界 Part1～Part3
- NHK趣味百科 青木功のベストゴルフ Vol,1～Vol,3 (定価各5,000円)
- 青木功のゴルフ早わかり OUT編/IN編
- 青木功の勝つためのゴルフ オリジナルレッスン・イン・ハワイ 第1巻/第2巻
- 青木功・倉本昌弘のゴルフ帝王学（Vap、1985年）

## 書籍

### 著書
- 『驚異のゴルフ カップ・インを狙え!』（1981年4月1日、二見書房）ISBN 978-4576001241
- 『青木功の芝の読み方』（1982年4月1日、ごま書房新社 ゴマポケット）ISBN 9784341030315
- 『わがゴルフわが人』（1982年4月1日、徳間書店 徳間文庫）ISBN 9784195972991
- 『青木功 ゴルフ五輪書』（写真:立木義浩）（1983年4月1日、集英社）ISBN 9784087800371
- 『青木功 スーパー実戦テクニック』（1983年5月1日、講談社）ISBN 9784061267800
- 『青木ゴルフの極意・一問一答』（1983年12月1日、PHP研究所）ISBN 9784569211916
- 『勝負は、自分の心で決まる ここ一番に勝つ集中術』（1985年5月1日、ごま書房新社 ゴマブックス）ISBN 9784341013646
- 『たちまちうまくなる驚異の寄せワン 確実に9ストローク縮める秘密』（1989年2月9日、二見書房 サラ・ブックス）ISBN 9784576001050
- 『飛ばす・寄せる』（1992年3月10日、廣済堂出版 廣済堂文庫）ISBN 9784331700174
- 『俺と闘った男たち 戦場のフェアウェイ』（1992年9月23日、集英社）ISBN 9784087801729
- 『ゴルフありて 青木功ゴルフ自伝』（写真:立木義浩）（1994年3月20日、日本文化出版）ISBN 9784890840021
- 『青木功 夢 プロフェッショナル』（1995年4月8日、集英社）ISBN 9784087802108
- 『勝つゴルフの法則 世界の青木の6ステップ・レッスン』（1995年9月14日、PHP研究所 PHP文庫）ISBN 9784569568058
- 『ゴルフわが技術 スコアの壁を破るシンプル・テクニック』（1996年3月15日、PHP研究所 PHP文庫）ISBN 9784569568720
- 『賢者のゴルフ 青木流マル超シンプル・ゴルフのすすめ』（1997年5月30日、光文社 カッパ・ブックス）ISBN 9784334005856
- 『青木功ゴルフ自伝』（1999年8月1日、小学館 小学館文庫）ISBN 9784094168815
- 『ゴルフ青木流』（2004年4月23日、新潮社）ISBN 9784104679010
- 『青木功ゴルフ殿堂入り記念生涯ゴルフの方程式 通常版』（2005年4月1日、紀伊國屋書店）ISBN 9784877667931
- 『ゴルフ青木流ラウンド シミュレーション 基本編』（作画:嶺岸信明）（2005年8月26日、竹書房）ISBN 9784812462843
- 『ゴルフ青木流スコアが伸びる(秘)実戦12のセオリー』（作画:嶺岸信明）（2005年10月14日、竹書房）ISBN 9784812463062
- 『パットの神髄』（2008年5月10日、三笠書房 知的生きかた文庫）ISBN 9784837977063
- 『俺の健康自慢 』（2008年6月11日、角川書店）ISBN 9784047101463
- 『青木功 プレッシャーを楽しんで 私の履歴書』（2010年11月12日、日本経済新聞出版社）ISBN 9784532167684
- 『青木功 オレと53人の盟友 フルスイング人生の交友録』（2013年11月21日、Pargolf & Company/学研マーケティング）ISBN 9784054058743
- 『勝負論』（2015年3月14日、新潮社 新潮新書）ISBN 9784106106101
- 『青木功・小田美岐のゴルフ色に染められて(上巻)』（2018年8月22日、日本文芸社）ISBN 9784537123425
- 『青木功・小田美岐のゴルフ色に染められて(下巻)』（2018年10月18日、日本文芸社）ISBN 9784537123449

### 監修
- 『青木功「体」の奥義 「プロ生活50年、72歳まだまだ現役」を可能にした考え方とエクササイズ』（著者:比佐仁）（2014年10月22日、ベースボール・マガジン社）ISBN 9784583106267

### 関連書籍
- あした天気になあれ (漫画)（『週刊少年マガジン』1981年 - 1981年、講談社） - 青木功一のモデル
- 『青木功のパイナップルストーリー』（著者:マイク・青木）（1983年9月20日、バイセル出版）ISBN 9784938169008
- 『劇画・青木功のゴルフ五輪書(上巻)』（構成:松田誠士、劇画:山崎享祐）（1989年2月10日、日本文芸社 ゴラク・コミックス）ISBN 9784537032192
- 『劇画・青木功のゴルフ五輪書(下巻)』（構成:松田誠士、劇画:山崎享祐）（1989年2月10日、日本文芸社 ゴラク・コミックス）ISBN 9784537032208
- 『東通倒産と青木功ゴルフクラブ事件 その背景と会社更生後に向けて』（著者:有本猛）（1993年8月10日、新風書房）ISBN 9784882692447
- 『シニアの国の青木功』（著者:佐山透）（1995年6月10日、講談社）ISBN 9784062076524
- 『青木功ゴルフ・スコアメイクの秘策』（著者:角田満弘）（1996年5月18日、日本文芸社）ISBN 9784537096699
- 『青木功 勝つためのゴルフ この「勝負哲学」が強さを生んだ！』（著者:角田満弘）（1996年10月10日、三笠書房 知的生きかた文庫）ISBN 9784837908395
- 『青木功の諦めないで自分を変えろ』（著者:大西久光）（1998年3月25日、二見書房）ISBN 9784576980485
- 『青木功の実践ゴルフ 1 ラウンド編』（著者:学習研究社）（1999年4月19日、学研マーケティング）ISBN 9784056020953
- 『青木功の実践ゴルフ 2 アプローチ&コースマネジメント編』（著者:学習研究社）（1999年5月28日、学研マーケティング）ISBN 9784056020960
- 『イサオそして私』（著者:青木チエ）（1999年11月19日、誠文堂新光社）ISBN 9784416899496
- 『青木功物語 誰も書けなかった、ちょっといい話。』（編者:青木功を心から愛する友の会）（2002年1月1日、日本文化出版）ISBN 9784890840601
- 『青木功に学ぶ「超える！メンタルの壁」』（著者:児玉光雄）（2003年10月26日、東邦出版）ISBN 9784809403354
- 『青木功 人生のバックナイン シニアの国の挑戦記 日経ビジネス文庫』（著者:佐山透）（2004年7月1日、日本経済新聞社）ISBN 9784532192358
- 『真説 青木功 上達を目指す全てのゴルファーに捧げる』（著者:菊谷匡祐）（2010年6月29日、学研パブリッシング）ISBN 9784054046290

## 関連人物
- 尾崎将司
- 中嶋常幸
- ジャック・ニクラス
- グレグ・ノーマン
- 石橋貴明（とんねるず） - 「とんねるずのみなさんのおかげでした」のコーナー「全落・水落シリーズ」にて、青木をモデルとした「世界のAO木さん」[注 1] というキャラに扮して進行を行っている。また、水落プロでは、たまたまロケ地のゴルフ場でレッスン中だった青木本人が急遽解説に加わり「青木とAO木のダブル解説」が実現している。

(師弟関係)
- 泉川ピート
- 渡辺司
- 大町昭義
- 西川哲

(我孫子一門)
- 林由郎
- 尾崎将司/尾崎健夫/尾崎直道
- 飯合肇
- 佐藤精一
- 海老原清治
- 鷹巣南雄
- 福嶋晃子